# Iavoroveț, Stara Zagora
Iavoroveț (în bulgară Яворовец) este un sat în comuna Măglij, regiunea Stara Zagora,  Bulgaria. 

## Demografie
Componența etnică a satului Iavoroveț
     Bulgari (100%)
     Nicio identificare (0%)
     Altele (0%)
La recensământul din 2011, populația satului Iavoroveț era de 10 locuitori. Din punct de vedere etnic, toți locuitorii erau bulgari.